# ノリータ
座標: 北緯40度43分21秒 西経73度59分43秒 / 北緯40.722542度 西経73.9951515度

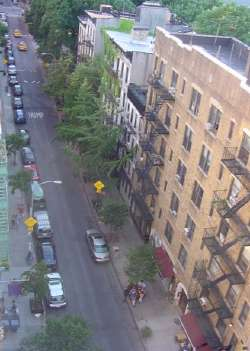
ハウストン・ストリートとプリンス・ストリートの間のモット・ストリート (en) 。

ノリータ (Nolita, 時にNoLItaと綴られる) はニューヨーク市マンハッタン区ダウンタウンに位置する地区である。名前の語源は、"リトルイタリーの北" (NOrth of Little ITAly) を短縮したところから来ている。
ノリータの北端はハウストン・ストリート、東端はバワリー、おおよその南端はブルーム・ストリート、そして西端はラファイエット・ストリートである。ノリータのは、ソーホーの東、ノーホーの南、ロウアー・イースト・サイドの西、そしてリトルイタリーおよびチャイナタウンの北に位置している。

## 歴史と概要
この地区は長らくリトル・イタリーの一部であると見なされてきたが、イタリア系アメリカ人たちがマンハッタン外に流出したことで、このエリアのイタリア的特徴は失われてきている。依然、イタリア人移民の末裔のうちで比較的歳をとっている人たちは、このエリアに住み続けている。毎年レイバー・ディの翌日、ナポリの守護聖人である 聖ジェナーロ を称えるサン・ジェナーロ祭が、この地区を含むリトル・イタリー（マルベリー・ストリートのハウストン・ストリートからグランド・ストリートまでの区間）で行われる。
1990年代後半、このエリアにヤッピーたちが流入してきたことで、高級ブティックや流行のレストランやバーが建ち並ぶこととなった。それ以前にも、このエリアをソーホーの延長として開発しようという試みがなされていたが、うまくは行っていなかった。その後、不動産販売促進業者たちが、このエリアを高所得層向けに売り込むために、新しい名前をいくつか考案した。1996年5月5日のNew York Times City Sectionではこのエリアの新しい名前の議論が掲載されている。結果的に、このエリアはNorth of Little Italyを略してNolitaと名付けられた。この名前は、SoHo (South of Houston Street) やTriBeCa (Triangle Below Canal Street) などのかばん語と同じパターンである。

## ギャラリー

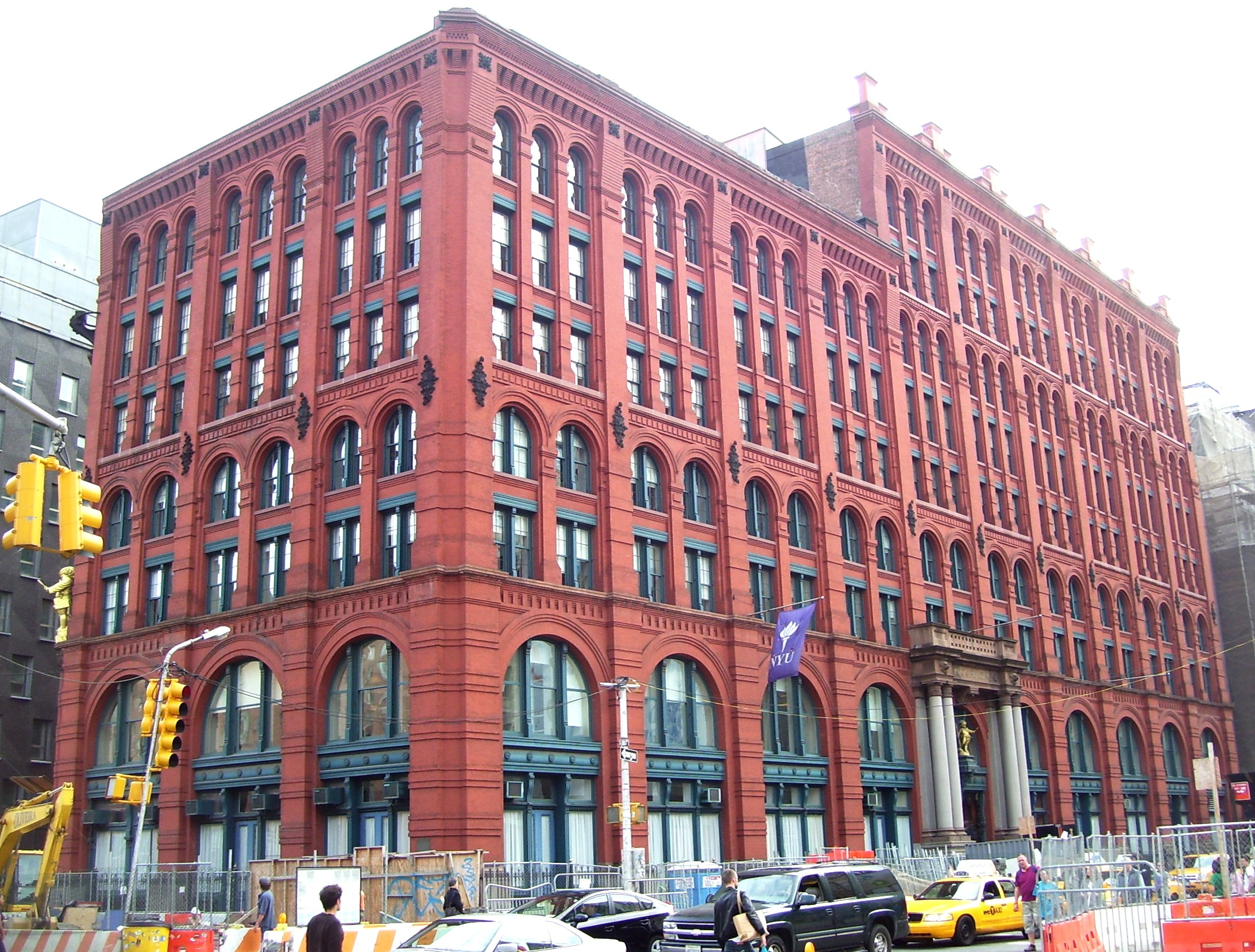
パック・ビル
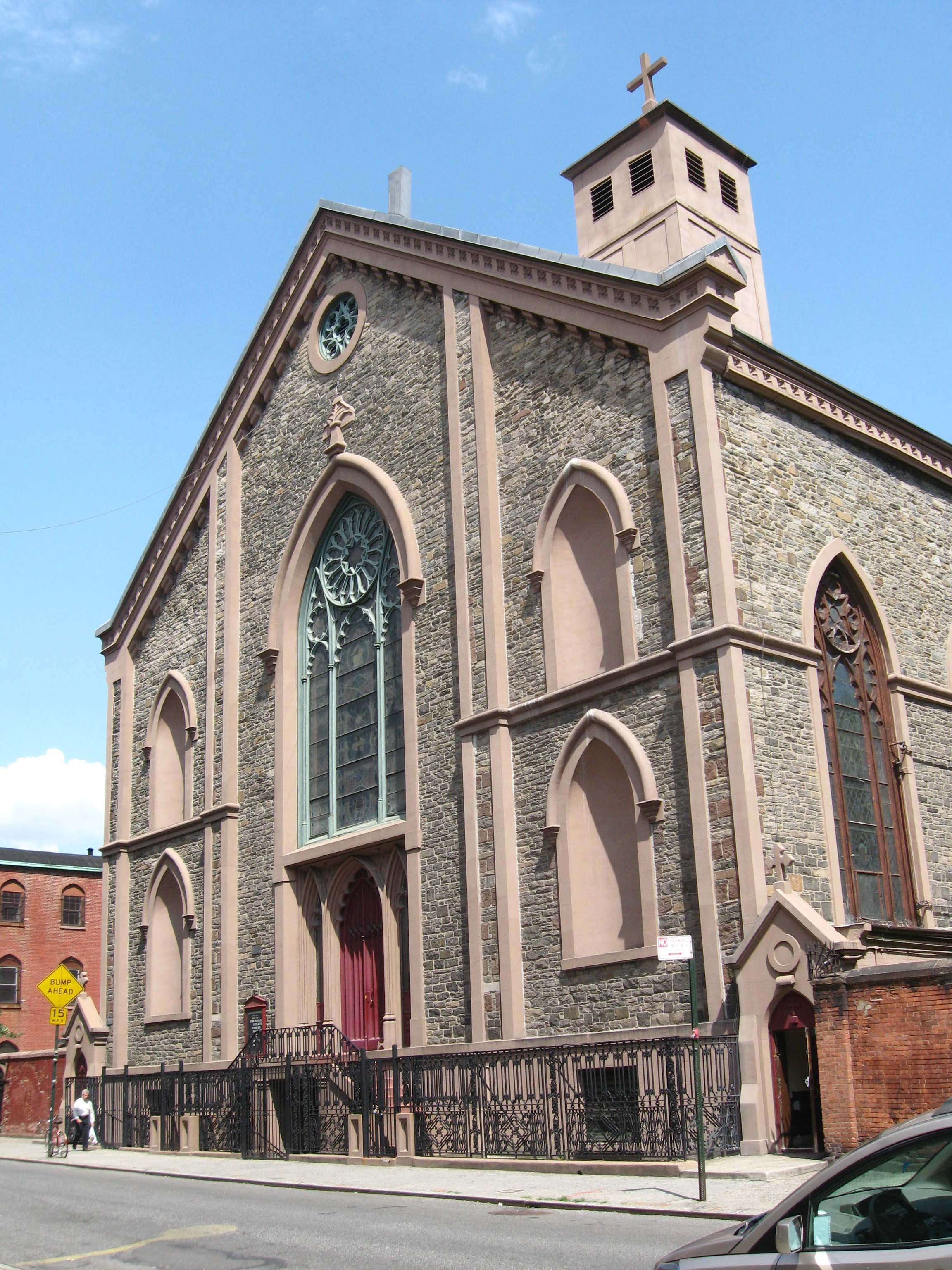
セント・パトリック古聖堂
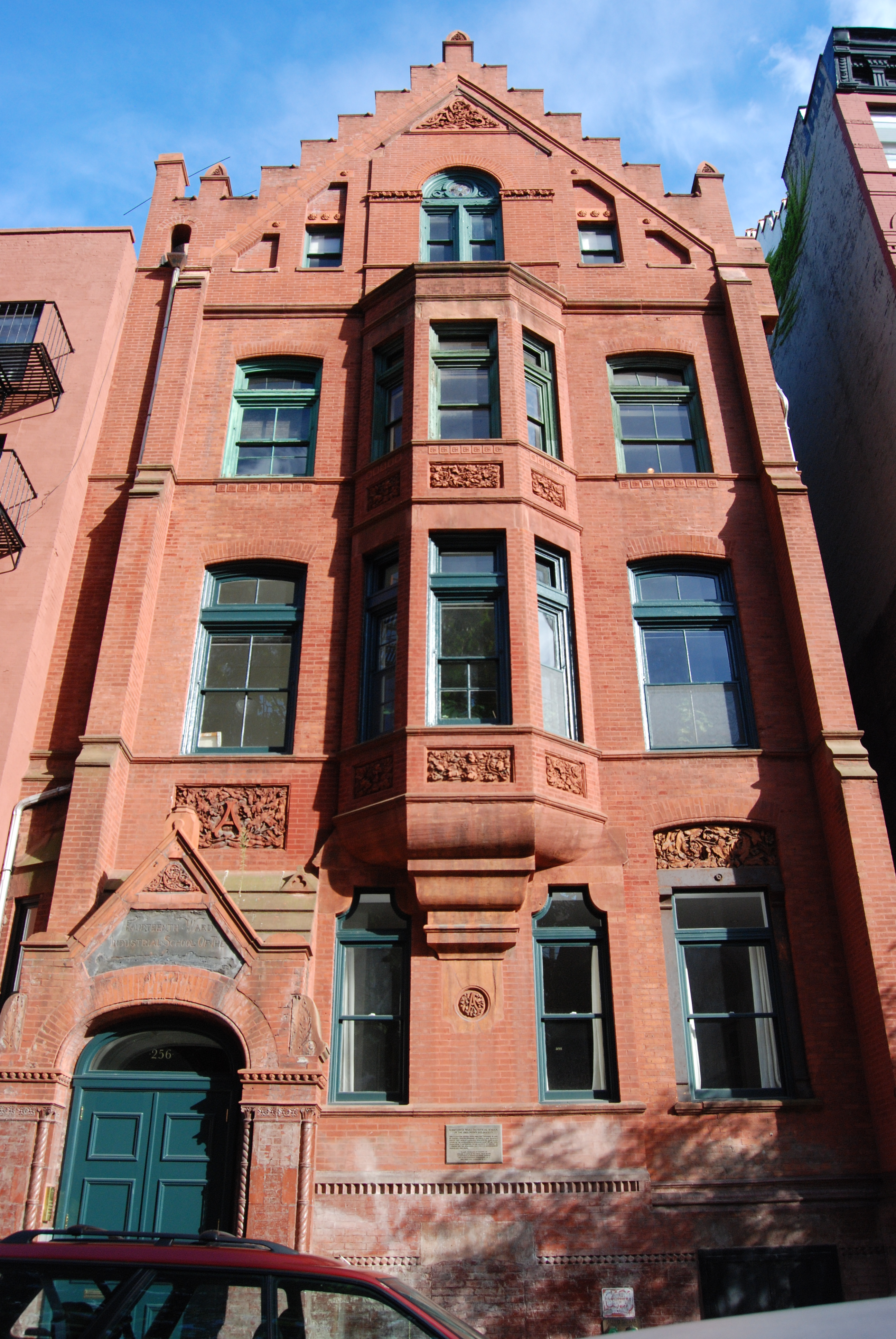
en:Calvert Vaux設計の14区工業学校 (14th Ward Industrial School)
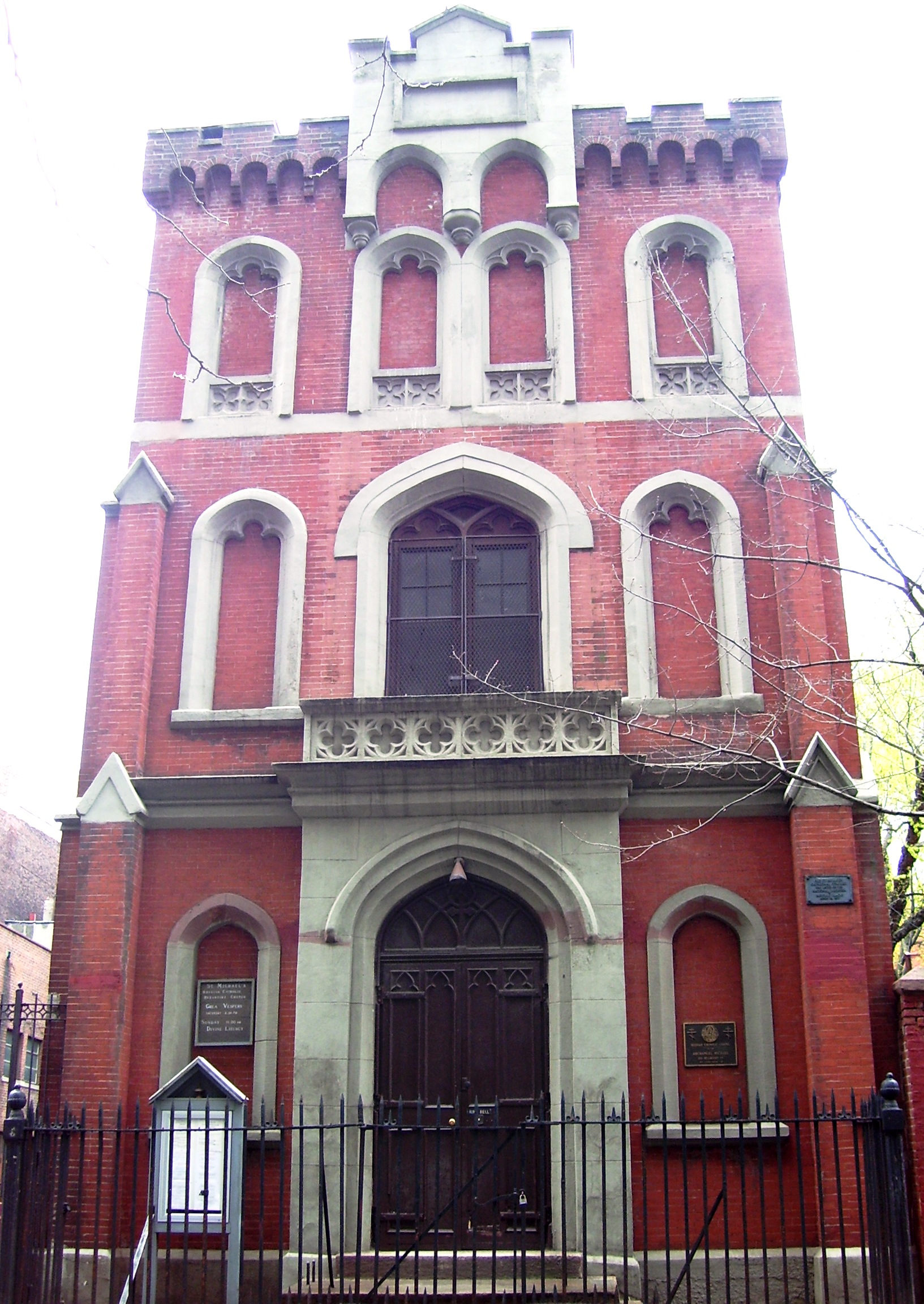
セント・マイケル・ロシア・カトリック教会
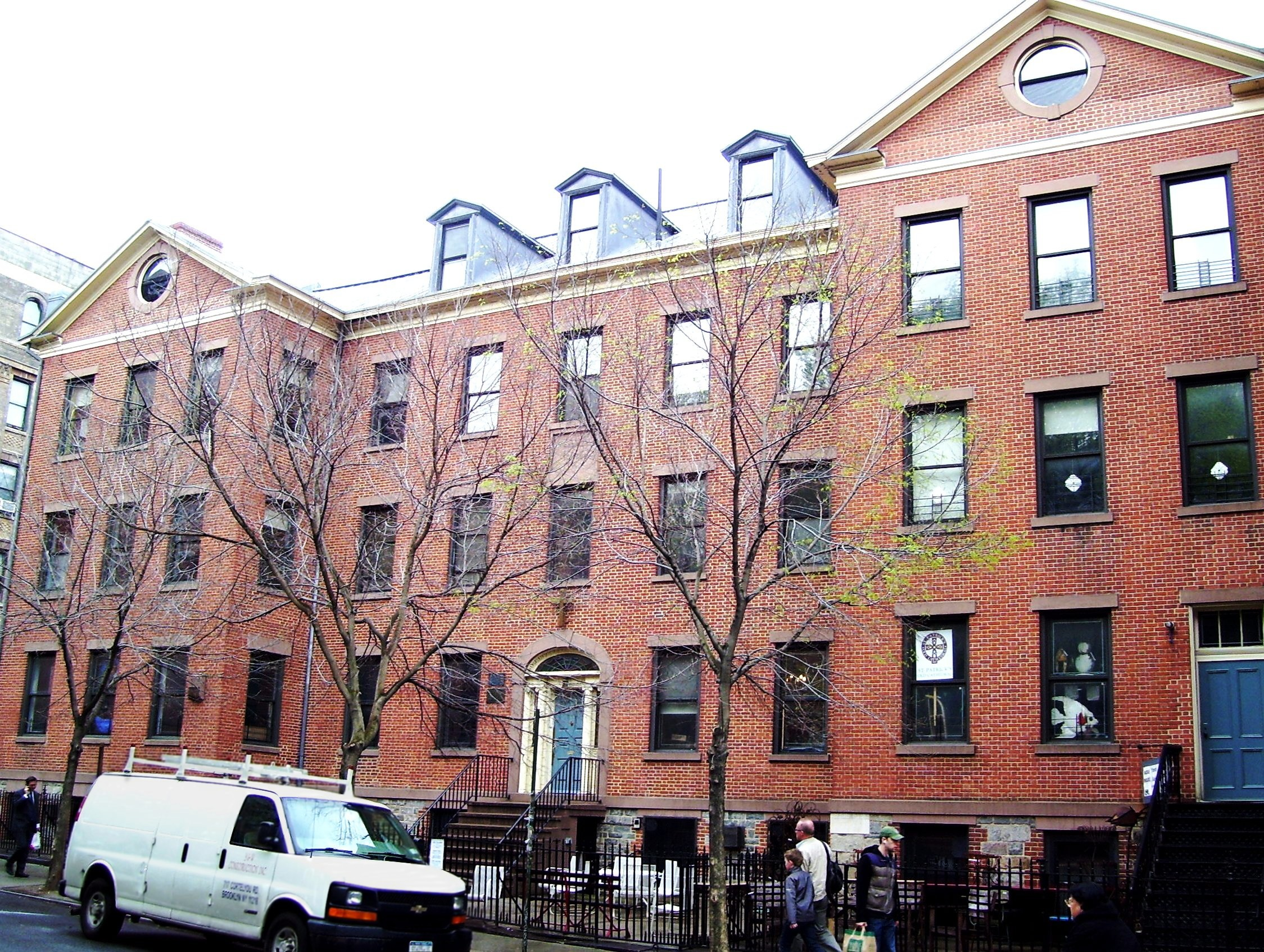
セント・パトリック古聖堂学校